# Enicospilus mayi
Enicospilus mayi är en stekelart som beskrevs av Ian D. Gauld 1988. Enicospilus mayi ingår i släktet Enicospilus och familjen brokparasitsteklar. Inga underarter finns listade i Catalogue of Life.